# DIY (wrestling)
I #DIY sono un tag team di wrestling composto da Johnny Gargano e Tommaso Ciampa attivo in WWE dal 2015 al 2017 e, di nuovo, tra il 2019 e il 2020 e dal 2023.
Il duo, attivo in varie federazioni indipendenti, è noto maggiormente per i suoi trascorsi ad NXT dove ha detenuto una volta l'NXT Tag Team Championship, mentre a SmackDown hanno vinto due volte il WWE Tag Team Championship.

## Storia

### WWE

#### NXT(2015–2017)
Il 2 febbraio 2015 Gargano e Ciampa hanno annunciato la loro partecipazione al torneo Dusty Rhodes Tag Team Classic, riuscendo ad eliminare il team formato da Tyler Breeze e Bull Dempsey al primo turno ma venendo eliminati al secondo turno dal team formato da Baron Corbin e Rhyno, il 16 settembre. Nella puntata di NXT del 28 ottobre Gargano e Ciampa vengono sconfitti dagli American Alpha.
Il 2 aprile 2016 viene definitivamente confermata la firma di Ciampa per la WWE e il 13 aprile lui e Gargano sconfiggono i Vaudevillains. Il 25 maggio ad NXT Gargano e Ciampa sconfiggono i TM-61. Il 1º giugno Gargano e Ciampa sconfiggono i Revival, ovvero gli NXT Tag Team Champions, in un match non titolato. Il 21 luglio anche Gargano firma definitivamente con la WWE.
Il 23 giugno Gargano e Ciampa hanno partecipato al torneo del Cruiserweight Classic, affrontandosi tra l'altro ai sedicesimi di finale con vittoria di Gargano, che è però stato eliminato al turno successivo dal futuro vincitore T.J. Perkins. Il 20 agosto ad NXT TakeOver: Brooklyn II Gargano e Ciampa hanno affrontato i Revival per l'NXT Tag Team Championship ma sono stati sconfitti dopo un lungo e agguerrito incontro, fallendo l'assalto ai titoli. Il 9 novembre Gargano e Ciampa danno un nome al loro team, ovvero #DIY, e nella stessa puntata vengono sconfitti dagli Authors of Pain durante le semifinali del torneo Dusty Rhodes Tag Team Classic (che verrà alla fine vinto proprio da questi due) a causa dell'intervento dei Revival. Il 19 novembre 2016 a NXT TakeOver: Toronto i #DIY hanno sconfitto i Revival in un 2-out-of-3 Falls match per 2-1, diventando per la prima volta NXT Tag Team Champions. Nella puntata di NXT del 28 dicembre i #DIY hanno difeso con successo i titoli contro Akira Tozawa e Tajiri. Nella puntata di NXT del 4 gennaio 2017 i #DIY hanno difeso con successo i titoli contro i TM-61 (Nick Miller e Shane Thorne). Nella puntata di NXT dell'11 gennaio i #DIY hanno difeso con successo i titoli contro gli ex-campioni de i Revival. Il 28 gennaio a NXT TakeOver: San Antonio Ciampa e Gargano hanno perso l'NXT Tag Team Championship a favore degli Authors of Pain (Akam e Rezar) dopo 70 giorni di regno. Nella puntata di NXT del 1º marzo Ciampa e Gargano hanno affrontato gli Authors of Pain per l'NXT Tag Team Championship ma sono stati sconfitti per squalifica a causa dell'intervento dei Revival, fallendo l'assalto ai titoli. Il 1º aprile, a NXT TakeOver: Orlando, i #DIY hanno affrontato i Revival e gli Authors of Pain in un Triple Threat Tag Team Elimination match per l'NXT Tag Team Championship (detenuto dagli Authors of Pain) ma sono stati i primi ad essere eliminati, fallendo l'assalto ai titoli (che gli Authors of Pain hanno mantenuto). Nella puntata di NXT del 10 maggio i #DIY hanno sconfitto Riddick Moss e Tino Sabbatelli. Il 20 maggio, a NXT TakeOver: Chicago, i #DIY hanno affrontato gli Authors of Pain in un Ladder match per l'NXT Tag Team Championship ma sono stati sconfitti. Alla fine del match Ciampa ha aggredito Gargano effettuando un turn heel e sancendo di fatto la fine del team.

#### Reunion (2019-2020)

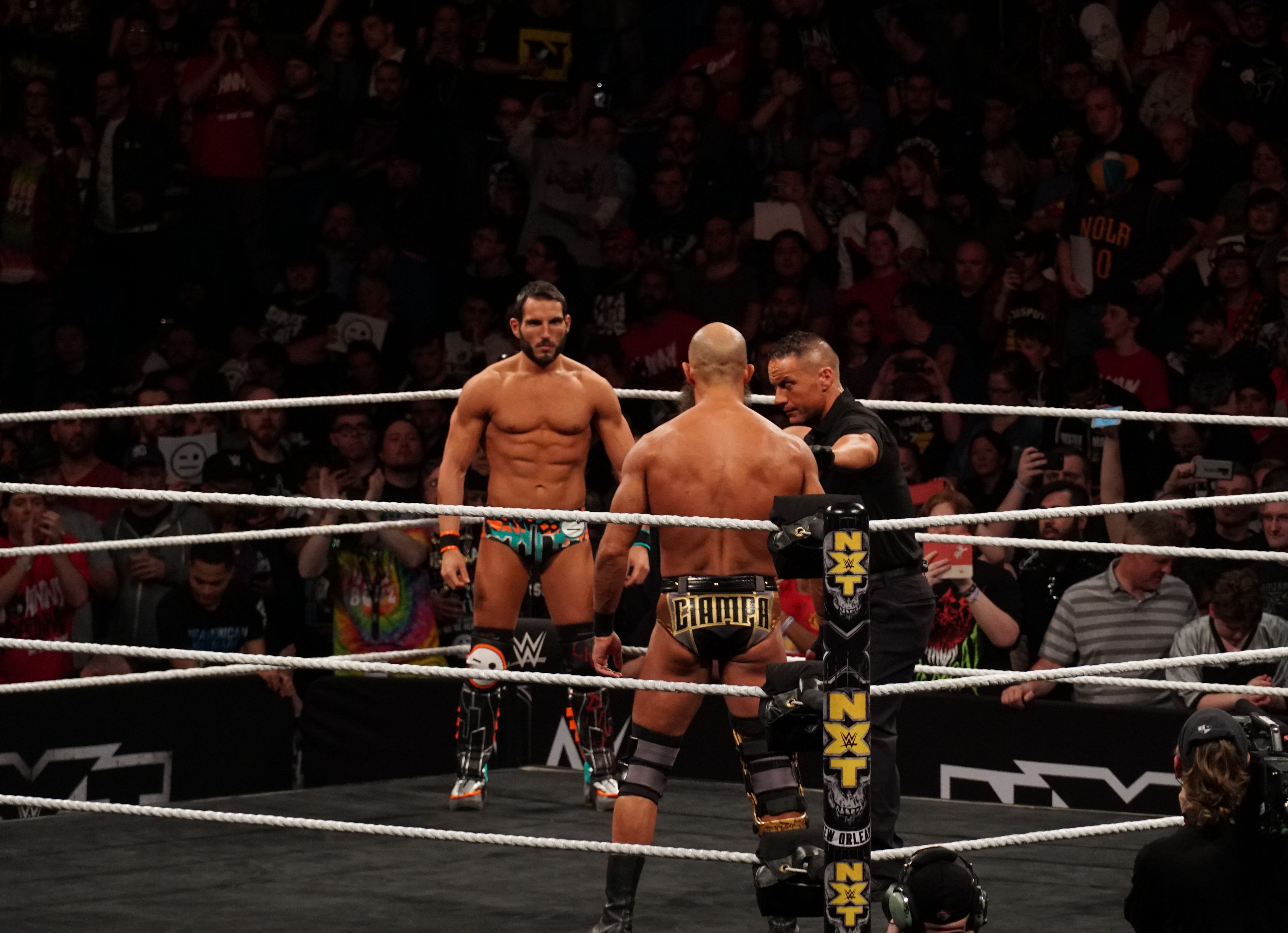
Gargano (dietro) affronta Ciampa a NXT TakeOver: New Orleans nell'aprile 2018

Nella puntata di NXT del 19 dicembre 2018 Johnny Gargano ha sconfitto Aleister Black in uno steel cage match grazie all'interferenza dell'NXT Champion Tommaso Ciampa, il quale ha colpito Black assieme a Gargano con la Meeting in the Middle, la mossa finale tipica dei #DIY, permettendogli di vincere l'incontro. Il 26 gennaio 2019, a TakeOver: Phoenix, Ciampa ha difeso con successo l'NXT Championship contro Aleister Black mentre Gargano ha sconfitto Ricochet conquistando l'NXT North American Championship. Al termine del match di Ciampa, Gargano lo ha raggiunto sullo stage e i due hanno alzato in alto le cinture.
Nella puntata di Raw del 19 febbraio Ciampa e Gargano sono apparsi nel main roster e hanno sconfitto i Raw Tag Team Championship, i Revival (Dash Wilder e Scott Dawson), in un match non titolato, e la sera successiva, a SmackDown, i due hanno battuto i The Bar (Cesaro e Sheamus). Nella puntata di NXT del 30 gennaio Gargano ha perso l'NXT North American Championship contro Velveteen Dream. Nella puntata di NXT del 6 marzo i #DIY si sono di fatto riuniti per partecipare al Dusty Rhodes Tag Team Classic dove hanno sconfitto l'Undisputed ERA nei quarti di finale ma sono stati eliminati da Aleister Black e Ricochet nelle semifinali. Al termine del match Tommaso Ciampa sembrava intenzionato a tradire nuovamente Johnny Gargano, ma nel post-match lo stesso Gargano ha attaccato brutalmente Ciampa, ponendo dunque fine alla loro rinata amicizia e alleanza.
Nella puntata del 16 gennaio 2020 Gargano è accorso in soccorso di Ciampa brutalmente attaccato dalla The Undisputed Era aiutandolo a ricacciare indietro gli aggressori e chiudendo la diatriba con la Meeding in The Middle su Kyle O'Reilly dopodiché Ciampa e Gargano si sono dati il cinque con il celebre Moves com la mano del team. Il 25 gennaio 2020 a Worlds Collide, Ciampa e Gargano hanno sconfitto i Moustache Mountain (Tyler Bate e Trent Seven).
Il 16 febbraio a TakeOver: Portland, Gargano ha attaccato Ciampa durante il suo match contro Adam Cole per l'NXT Championship effettuando un turn-heel, favorendo la vittoria del campione.

#### Seconda reunion (2023–presente)
Successivamente Gargano e Ciampa riformarono i #DIY, e i due tornarono in azione sconfiggendo l'Imperium (Ludwig Kaiser e Giovanni Vinci) nella puntata di Raw del 30 ottobre 2023. Il 27 novembre, a Raw, i #DIY presero parte ad un tag team turmoil match per determinare i nuovi sfidanti all'Undisputed WWE Tag Team Championship ma vennero eliminati dai Creed Brothers.
Nella puntata di Raw del 29 gennaio affrontarono il Judgment Day (Finn Bálor e Damian Priest) per l'Undisputed WWE Tag Team Championship ma vennero sconfitti. Il 5 febbraio, a Raw, i #DIY vinsero un fatal four-way tag team match insieme ai Creed Brothers, l'Imperium e il New Day (Kofi Kingston e Xavier Woods) diventando i nuovi sfidanti all'Undisputed WWE Tag Team Championship. Nella puntata di SmackDown del 9 febbraio i #DIY persero contro Pete Dunne e Tyler Bate, perdendo la possibilità di sfidare il Judgment Day per l'Undisputed WWE Tag Team Championship.
Nella puntata di Raw del 18 marzo i #DIY sconfissero i Creed Brothers qualificandosi per il ladder match per l'Undisputed WWE Tag Team Championship a WrestleMania XL. Il 6 aprile, a WrestleMania XL, i #DIY parteciparono a un six-pack tag team ladder match contro il Judgment Day,  i New Catch Republic, il New Day, gli Awesome Truth, Austin Theory e Grayson Waller valevole per l'Undisputed WWE Tag Team Championship ma a vincere l'incontro furono The Miz e R-Truth (che vinsero il Raw Tag Team Championship) e Waller e Theory (che vinsero lo SmackDown Tag Team Championship).
Vinsero poi il WWE Tag Team Championship sconfiggendo Waller e Theory nella puntata di SmackDown del 5 luglio. Persero tuttavia le cinture dopo 28 giorni di regno il 2 agosto, a SmackDown, contro Tama Tonga e Jacob Fatu. Nella puntata del 4 ottobre di SmackDown hanno avuto una possibilità per riprendersi i titoli contro Tama Tonga e Tanga Loa in un triple threat ladder match con anche gli Street Profits. Ma a vincere sono ancora i due della Bloodline.
Nei mesi successivi, Ciampa, ossessionato dai titoli, si dimostra più aggressivo rispetto al compagno e si crea del dissenso tra i due. Nella puntata di SmackDown del 6 dicembre, i #DIY hanno sconfitto i Motor City Machine Guns riconquistando i titoli di coppia, la vittoria è arrivata con il turn heel di Ciampa e Gargano. Successivamente difesero i titoli contro gli ex campioni a Royal Rumble 2025 e contro i Pretty Deadly a SmackDown, vincendo entrambi grazie all'intervento degli Street Profits, contro cui perderanno poi i titoli il 14 marzo a SmackDown.

### Circuito indipendente (2015-2016)
Tra la creazione di DIY e la metà del 2016, sia Gargano che Ciampa avevano un contratto part-time con la WWE e hanno continuato ad apparire in promozioni indipendenti. Nella federazione Pro Wrestling Guerrilla, l'11 settembre 2015 hanno provato a vincere il PWG World Tag Team Championship ma sono usciti sconfitti dai campioni, gli Young Bucks. Mentre nella Dreamwave, il 31 gennaio, hanno sconfitto Dan Maff e Monsta Mack.

## Nel wrestling

### Mosse finali in coppia
- Meeting in the Middle (Running knee smash di Ciampa in combinazione con un Superkick di Gargano su un avversario in ginocchio)

### Mosse finali dei singoli wrestler
- Johnny Gargano
  - Gargano Escape / Garga-No-Escape (Chickenwing shoulder crossface, a volte seguita da una stepover toehold)
  - Hurts Donut / Uniquely You (Full nelson seguita da una reverse STO)
- Tommaso Ciampa
  - Bridging Fujiwara armbar
  - Project Ciampa (Powerbomb in una double knee backbreaker)
  - Fairy Tale Ending (Sitout double underhook lifting facebuster)

### Musiche d'ingresso
- Chrome Hearts dei CFO$ (2016–20 maggio 2017; 6 marzo 2019–13 marzo 2019)
- It's Our Moment dei def rebel (30 ottobre 2023–presente)

## Titoli e riconoscimenti
- WWE
  - WWE Tag Team Championship (2)
  - NXT Tag Team Championship (1)
  - NXT Year-End Award (1)
    - Match of the Year (edizione 2016) - vs. The Revival a NXT TakeOver: Toronto